# Another Perfect Day
Albums de Motörhead
Iron Fist
(1982) Orgasmatron
(1986)
Singles
1. I Got Mine
Sortie : 27 mai 1983
2. Shine
Sortie : 30 juillet 1983

Another Perfect Day est le titre du sixième album studio du groupe britannique Motörhead. L'album est sorti le 4 juin 1983 sous le label Bronze Records et a été produit par Tony Platt. Il sera le seul album studio du groupe avec Brian Robertson (ex-Thin Lizzy) à la guitare.

## Historique
Après le départ en pleine tournée du guitariste "Fast" Eddie Clarke, Lemmy et Phil doivent rapidement trouver son remplaçant. Phil, admirateur du travail de Brian Robertson au sein de Thin Lizzy suggère son nom. Il dira par la suite dans le documentaire " The Guts and the Glory":

« Je ne le connaissais pas vraiment, mais j'ai toujours pensé qu'il était un des meilleurs guitaristes du monde »

Lemmy demanda à Brian de rejoindre le groupe en tant que membre permanent à la fin de la tournée, ce que ce dernier accepta à la condition que le groupe s'oriente vers une musique plus mélodique, ne se sentant pas capable de jouer les vieux titres du groupe. Il eut l'aval de Lemmy et Phil et se mit à écrire des nouveaux titres pour le nouvel album.
Ce-dernier fut enregistré en février et mars 1983 dans les Olympic et Eel Pie de Londres. Lemmy, toujours dans "the Guts and the Glory" dira :

« L'enregistrement de cet album fut une torture, Brian mettait jusqu'à dix-sept heures pour enregistrer une partie de guitare. Cela dura tellement de temps par rapport aux autres albums... et quand l'album fut enfin réalisé, tout le monde l'a détesté. »

.
Malgré le fait qu'il s'agisse incontestablement de l'album le plus mélodique de toute la discographie de Motörhead, les fans n'ont pas réservé un très bon accueil à cet opus au moment de sa sortie. Lemmy dans une interview au mensuel britannique Metal Hammer en 2001:

« J'aime cet album... c'était Brian (Robertson) que je ne supportais pas. »

.
Entre 2003 et 2015, le groupe réhabilite cet album sur scène en en jouant au moins un extrait à chaque concert.
Selon Max Cavalera, lui et son frère Igor auraient appelé leur groupe Sepultura en référence au titre de la chanson Dancing on Your Grave.
Cet album se classa à la 20e place des charts britanniques. Les deux singles I Got Mine et Shine s'y classèrent également, respectivement à la 46e place et 59e place. Aux États-Unis il se classa à la 153e place du Billboard 200.
Cet album fut réédité en 1996 avec trois titres bonus mais c'est la version Deluxe de 2006 qui est vraiment intéressante puisqu'elle propose un deuxième compact disc enregistré en public le 10 mai 1983 au Manchester Apollo qui est un des rares témoignages de Motörhead sur scène avec Brian Robertson.

## Liste des titres
Toutes les pistes par : Lemmy, Phil Taylor et Brian Robertson sauf indications.
Face 1
| No | Titre                  | Durée |
| -- | ---------------------- | ----- |
| 1. | Back at the Funny Farm | 4:14  |
| 2. | Shine                  | 3:11  |
| 3. | Dancing on Your Grave  | 4:29  |
| 4. | Rock It                | 3:55  |
| 5. | One Track Mind         | 5:55  |

Face 2
| No  | Titre               | Durée |
| --- | ------------------- | ----- |
| 6.  | Another Perfect Day | 5:29  |
| 7.  | Marching Off to War | 4:11  |
| 8.  | I Got Mine          | 5:24  |
| 9.  | Tales of Glory      | 2:56  |
| 10. | Die You Bastard     | 4:25  |

Titres Bonus réédition 1996
| No  | Titre                                                            | Auteur                          | Durée |
| --- | ---------------------------------------------------------------- | ------------------------------- | ----- |
| 11. | Turn You Round Again (Face-B du single I Got Mine)               |                                 | 3:58  |
| 12. | (I'm Your) Hoochie Coochie Man (Live, face-B du single 7" Shine) | Willie Dixon                    | 6:32  |
| 13. | (Don't Need) Religion (Live, Face-B du single 12" Shine)         | Kilmister, Eddie Clarke, Taylor | 2:54  |

### Version Deluxe 2006
Cd 1
- album original + Turn You Round Again

Cd 2Live at Manchester Apollo, 10 juin 1983
| No  | Titre                              | Auteur                           | Durée |
| --- | ---------------------------------- | -------------------------------- | ----- |
| 1.  | Back at the Funny Farm             | Kilmister, Taylor, Robertson     | 4:06  |
| 2.  | Tales of Glory                     | Kilmister, Taylor, Robertson     | 3:40  |
| 3.  | Heart of Stone                     | Kilmister, Clarke, Taylor        | 3:11  |
| 4.  | Shoot You in the Back              | Kilmister, Clarke, Taylor        | 2:43  |
| 5.  | Marching Off to War                | Kilmister, Taylor, Robertson     | 4:48  |
| 6.  | Iron Horse / Born to Loose         | Taylor, Mick Brown, Guy Lawrence | 3:45  |
| 7.  | Another Perfect Day                | Kilmister, Taylor, Robertson     | 5:38  |
| 8.  | (I'm Your) Hoochie Coochie Man     | Dixon                            | 6:39  |
| 9.  | (Don't Need) Religion              | Kilmister, Clarke, Taylor        | 2:43  |
| 10. | One Track Mind                     | Kilmister, Taylor, Robertson     | 6:12  |
| 11. | Go to Hell                         | Kilmister, Clarke, Taylor        | 2:59  |
| 12. | America                            | Kilmister, Clarke, Taylor        | 4:25  |
| 13. | Shine                              | Kilmister, Taylor, Robertson     | 3:08  |
| 14. | Dancing On Your Grave              | Kilmister, Taylor, Robertson     | 5:42  |
| 15. | Rock It                            | Kilmister, Taylor, Robertson     | 4:38  |
| 16. | I Got Mine                         | Kilmister, Taylor, Robertson     | 5:36  |
| 17. | Bite the Bullet                    | Kilmister, Clarke, Taylor        | 1:34  |
| 18. | The Chase Is Better Than the Catch | Kilmister, Clarke, Taylor        | 5:42  |

## Composition du groupe
- Lemmy Kilmister - chants & basse
- Brian Robertson - guitare, piano sur Rock It et Shine, chœurs sur Back at The Funny Farm
- Phil Taylor - batterie

## Charts
Charts album
| Pays        | Durée du classement | Meilleur classement | Date             |
| ----------- | ------------------- | ------------------- | ---------------- |
| Allemagne   | 5 semaines          | 31e                 | 27 juin 1983     |
| États-Unis  | 7 semaines          | 153e                | 3 septembre 1983 |
| Pays-Bas    | 1 semaine           | 39e                 | 2 juillet 1983   |
| Royaume-Uni | 4 semaines          | 20e                 | 4 juin 1983      |
| Suède       | 3 semaines          | 18e                 | 28 juin 1983     |

Charts singles
| Single       | Chart            | durée du classement | Position | Date        |
| ------------ | ---------------- | ------------------- | -------- | ----------- |
| "I Got Mine" | UK Singles Chart | 2 semaines          | 46e      | 21 mai 1983 |
| "Shine"      | UK Singles Chart | 3 semaines          | 59e      | 6 août 1983 |